# Giải bóng đá U-19 Quốc gia 2012
Giải bóng đá U19 quốc gia Việt Nam 2012 có tên gọi chính thức: Giải bóng đá U19 Quốc gia - Cúp Sơn Kova 2012, là mùa giải thứ 7 do VFF tổ chức. Giải đấu này diễn ra theo hai giai đoạn, vòng loại sẽ khởi tranh từ ngày 3/1/2012 và kết thúc vào ngày 3/4/2012 theo hai lượt đi và về. Vòng chung kết sẽ diễn ra từ ngày 16/4 đến ngày 24/4/2012.

## Điều lệ
21 đội bóng được chia đều vào 3 bảng theo khu vực địa lý để thi đấu như sau:
- Bảng A (7 đội) do Sông Lam Nghệ An đăng cai tổ chức: Sông Lam Nghệ An, Hà Nội T&T, Hà Nội, Vicem Hải Phòng, Nam Định, Thanh Hoá và Than Quảng Ninh.
- Bảng B (7 đội) do Hoàng Anh Gia Lai đăng cai tổ chức: SHB Đà Nẵng, Thái Nguyên, Đồng Nai, Khatoco Khánh Hoà, Hoàng Anh Gia Lai, Bình Định và Scavi Rocheteau.
- Bảng C (7 đội) do Trung tâm Thể thao Thống Nhất đăng cai tổ chức: TĐCS Đồng Tháp, Đồng Tâm Long An, Nabibank Sài Gòn, TDC Bình Dương, An Giang, XSKT Cần Thơ và Kienlongbank Kiên Giang.

Các đội thi đấu vòng tròn hai lượt tính điểm, xếp hạng ở mỗi bảng để chọn tám đội vào thi đấu ở Vòng chung kết:
+ Sáu đội xếp thứ nhất và thứ nhì của cả ba bảng.
+ Chọn hai đội trong số ba đội xếp thứ ba của các bản có điểm và các chỉ số cao hơn.
8 đội lọt vào vòng chung kết nói trên sẽ được bắt cặp thi đấu theo thể thức loại trực tiếp 2 trận lượt đi và lượt về trên một sân. Sau hai lượt trận đội nào ghi nhiều bàn thắng hơn sẽ là đội thắng. Nếu sau 90 phút thi đấu chính thức của trận lượt về tổng số bàn thắng của hai đội bằng nhau, hai đội sẽ thi đá luân lưu 11m để xác định đội thắng. Đội thắng ở Tứ kết được quyền thi đấu trận bán kết.

## Vòng loại
Kết thúc vòng loại 8 đội sau đây được tham dự vòng chung kết.
| Thư tự | Đội                  | Kết quả                                  |
| 1      | U19 Sông Lam Nghệ An | Nhất bảng A                              |
| 2      | U19 Hà Nội           | Nhì bảng A                               |
| 3      | U19 SHB Đà Nẵng      | Nhất bảng B                              |
| 4      | U19 Đồng Nai         | Nhì bảng B                               |
| 5      | U19 TĐCS Đồng Tháp   | Nhất bảng C                              |
| 6      | U19 Navibank Sài Gòn | Nhì Bảng C                               |
| 7      | U19 Thái Nguyên      | Thứ ba có thành tích tốt nhất của bảng B |
| 8      | U19 TDC Bình Dương   | Thứ ba có thành tích tốt nhất của bảng C |

## Vòng chung kết

### Lượt đi
Tất cả các trận đấu đều diễn ra trên Sân vận động Chi Lăng ở thành phố Đà Nẵng.
| 16 tháng 4 năm 2012 | U19 SHB Đà Nẵng                                                                               | 4–1      | U19 TDC Bình Dương        | Đà Nẵng |  |
| 15:00               | Võ Lý (3) 44'' · Nguyễn Viết Thắng (16) 54'' · Đặng Anh Tuấn (6) 62'' · Phan Đức Lễ (23) 70'' | Chi tiết | Nguyễn Minh Thái (9) 38'' | Sân vận động: Sân vận động Chi Lăng Lượng khán giả: 2,000 Trọng tài: Nguyễn Ngọc Khánh Trợ lý trọng tài: Nguyễn Anh Đức Trợ lý trọng tài: Cao Xuân Trường Trọng tài bàn: Tạ Quang Tú |  |

| 16 tháng 4 năm 2012 | U19 Hà Nội                  | 1–0      | U19 Navibank Sài Gòn | Đà Nẵng |  |
| 17:30               | Nguyễn Việt Phong (11) 38'' | Chi tiết |                      | Sân vận động: Sân vận động Chi Lăng Lượng khán giả: 300 Trọng tài: Trương Bảo Lâm Trợ lý trọng tài: Nguyễn Thành Trung Trợ lý trọng tài: Trần Văn Tân Trọng tài bàn: Đặng Xuân Việt |  |

| 17 tháng 4 năm 2012 | U19 Sông Lam Nghệ An                                | 2–0      | U19 Đồng Nai | Đà Nẵng |  |
| 15:00               | Cao Xuân Thắng (17) 34'' · Nguyễn Văn Mạnh (3) 82'' | Chi tiết |              | Sân vận động: Sân vận động Chi Lăng Lượng khán giả: 1,000 Trọng tài: Tạ Quang Tú Trợ lý trọng tài: Nguyễn Anh Đức Trợ lý trọng tài: Nguyễn Chí Trường Trọng tài bàn: Trương Bảo Lân |  |

| 17 tháng 4 năm 2012 | U19 Đồng Tháp              | 1–1      | U19 Thái Nguyên         | Đà Nẵng |  |
| 17:30               | Dương Minh Thắng (19) 50'' | Chi tiết | Hoàng Sơn Tùng (5) 82'' | Sân vận động: Sân vận động Chi Lăng Lượng khán giả: 1,000 Trọng tài: Đặng Xuân Việt Trợ lý trọng tài: Trần Văn Tân Trợ lý trọng tài: Nguyễn Thành Trung Trọng tài bàn: Trương Hồng Vũ |  |

### Lượt về
| 19 tháng 4 năm 2012 | U19 Hà Nội                 | 3–1      | U19 Navibank Sài Gòn                                   | Đà Nẵng |  |
| 15:00               | Trần Hoàng Phương (7) 56'' | Chi tiết | Bùi Quang Khải (18) 35'' · Vũ Quang Việt (8) 61'' 71'' | Sân vận động: Sân vận động Chi Lăng Lượng khán giả: 500 Trọng tài: Trương Hồng Vũ Trợ lý trọng tài: Nguyễn Chí Trường Trợ lý trọng tài: Nguyễn Văn Tân Trọng tài bàn: Đặng Xuân Việt |  |

| 19 tháng 4 năm 2012 | U19 SHB Đà Nẵng | 6-1      | U19 TDC Bình Dương        | Đà Nẵng |  |
| 17:30               | Nguyễn Anh Phong (21) 24'' · Ma Văn Tuấn (8) 26'' · Hồ Ngọc Thắng (17) 60'' 68'' · Nguyễn Xuân Tâm (11) 72'' · Nguyễn Viết Thắng (16) 88'' | Chi tiết | Phạm Trung Hiếu (10) 30'' | Sân vận động: Sân vận động Chi Lăng Lượng khán giả: 2,500 Trọng tài: Trương Bảo Lân Trợ lý trọng tài: Cao Xuân Trường Trợ lý trọng tài: Nguyễn Anh Đức Trọng tài bàn: Nguyễn Ngọc Khánh |  |

| 20 tháng 4 năm 2012 | U19 Đồng Tháp | 0-0 (5-4 p) | U19 Thái Nguyên | Đà Nẵng |  |
| 15:00               |               | Chi tiết    |                 | Sân vận động: Sân vận động Chi Lăng Lượng khán giả: 300 Trọng tài: Nguyễn Ngọc Khánh Trợ lý trọng tài: Trần Văn Tân Trợ lý trọng tài: Nguyễn Thành Trung Trọng tài bàn: Trương Hồng Vũ |  |

| 20 tháng 4 năm 2012 | U19 Sông Lam Nghệ An                                                        | 3–0      | U19 Đồng Nai | Đà Nẵng |  |
| 17:30               | Cao Xuân Thắng (17) 32'' · Hồ Phúc Tịnh (10) 65'' · Quế Ngọc Hải (6) 90+1'' | Chi tiết |              | Sân vận động: Sân vận động Chi Lăng Lượng khán giả: 500 Trọng tài: Đặng Xuân Việt Trợ lý trọng tài: Nguyễn Chí Trường Trợ lý trọng tài: Cao Xuân Trường Trọng tài bàn: Tạ Quang Tú |  |

## Vòng bán kết
| 22 tháng 4 năm 2012 Bán kết 1 giải bóng đá U19 quốc gia Việt Nam 2012 | U19 Sông Lam Nghệ An          | 2–2 (5-6 p) | U19 TĐCS Đồng Tháp                                     | Đà Nẵng |  |
| 15:00                                                                 | Cao Xuân Thắng (17) 65'' 74'' | Chi tiết    | Dương Minh Thắng (19) 4'' · Nguyễn Văn Thạnh (12) 47'' | Sân vận động: Sân vận động Chi Lăng Lượng khán giả: 1,500 Trọng tài: Trương Hồng Vũ Trợ lý trọng tài: Trần Văn Tân Trợ lý trọng tài: Nguyễn Thành Trung Trọng tài bàn: Trương Bảo Lân |  |

| 22 tháng 4 năm 2011 Bán kết 2 giải bóng đá U19 quốc gia Việt Nam 2012 | U19 SHB Đà Nẵng                                                            | 4–1      | U19 Hà Nội                                                                            | Đà Nẵng |  |
| 17:30                                                                 | Đặng Anh Tuấn (6) 14'' 32'' · Võ Lý (3) 24'' · Nguyễn Viết Thắng (16) 76'' | Chi tiết | Nguyễn Huy Hoàng (7) 72'' · Nguyễn Việt Phong (11) 29'' 59'' · Đặng Tuấn Anh (4) 69'' | Sân vận động: Sân vận động Chi Lăng Lượng khán giả: 2,000 Trọng tài: Tạ Quang Tú Trợ lý trọng tài: Nguyễn Anh Đức Trợ lý trọng tài: Nguyễn Chí Trường Trọng tài bàn: Nguyễn Ngọc Khánh |  |

## Trận chung kết
| 24 tháng 4 năm 2012 Trận chung kết giải bóng đá U19 quốc gia Việt Nam 2012 | U19 TĐCS Đồng Tháp | 1–0      | U19 Hà Nội                                              | Đà Nẵng |  |
| 16:00                                                                      | Dương Minh Thắng (19) 76'' · Trần Công Bình (16) 21'' · Nguyễn Văn Thạnh (12) 24'' · Nguyễn Chí Thiện (21) 63'' · Nguyễn Sơn Hải (1) 78'' | Chi tiết | Nguyễn Viết Thắng (16) 57'' · Hồ Ngọc Thắng (17) 90+1'' | Sân vận động: Sân vận động Chi Lăng Lượng khán giả: 5,000 Trọng tài: Trương Bảo Lân Trợ lý trọng tài: Nguyễn Chí Trường Trợ lý trọng tài: Trần Văn Tân Trọng tài bàn: Nguyễn Ngọc Khánh |  |

## Tổng kết mùa giải
- Đội vô địch: U19 TĐCS Đồng Tháp
- Đội thứ Nhì: U19 SHB Đà Nẵng
- Đồng giải Ba: U19 Hà Nội và U19 Sông Lam Nghệ An
- Giải phong cách: U19 Sông Lam Nghệ An
- Cầu thủ xuất sắc nhất Vòng chung kết: Nguyễn Viết Thắng (16 - U19 SHB Đà Nẵng)
- Thủ môn xuất sắc nhất Vòng chung kết: Nguyễn Sơn Hải (1 - U19 TĐCS Đồng Tháp)
- Cầu thủ ghi nhiều bàn thắng nhất: Cao Xuân Thắng (17 - U19 Sông Lam Nghệ An, 4 bàn thắng)